# Achelia parvula
Achelia parvula là một loài nhện biển trong họ Ammotheidae. Loài này thuộc chi Achelia. Achelia parvula được miêu tả khoa học năm 1923 bởi Loman.